# Great Connection
 Great Connection est un album d’Oscar Peterson.

## Description
Great Connection marque à la fois la dernière collaboration entre Oscar Peterson et le producteur/ingénieur du son Hans Georg Brunner-Schwer et la première collaboration  du pianiste avec le bassiste Niels-Henning Ørsted Pedersen qui jouera à ses côtés régulièrement durant les 35 années suivantes. La rencontre entre le pianiste et le bassiste fut la conséquence d’évènements extérieurs au monde musical. En effet lors d’une tournée du trio de Peterson en Europe, son bassiste tchèque George Mraz lui annonça qu’il ne pourrait assister au concert à Zagreb en Tchécoslovaquie. Le pays venait de tomber aux mains du régime soviétique rendant la situation du bassiste compliqué. Ray Brown recommanda alors NHØP à Peterson qui fut très vite impressionné par le jeu et le son du danois. 
L’album présente une sélection de morceaux très variés, du rarement joué Just Squeeze Me d’Ellington à la composition Wheatland de Peterson, en passant par le célèbre Smile de Charles Chaplin.

## Titres
1. Younger Than Springtime (Rodgers & Hammerstein II) (5:21)
2. Where Do I Go From Here (Bock & Harnick) (5:51)
3. Smile (Chaplin) (3:55)
4. Soft Winds (Henderson & Royal) (6:42)
5. Just Squeeze Me (Ellington & Gaines) (7:25)
6. On The Trail (Grofe) (5:47)
7. Wheatland (Peterson) (7:12)

## Musiciens
- Oscar Peterson – Piano
- Niels-Henning Ørsted Pedersen – Basse
- Louis Hayes – Batterie